# Andrzej Pelczar
Andrzej Maria Pelczar (* 12. April 1937 in Danzig; † 18. Mai 2010 in Krakau) war ein polnischer Mathematiker.

## Biografie
Der Sohn des Historikers und Direktors der Bibliothek Danzig Marian Pelczar begann nach der Schulausbildung 1959 ein Studium der Mathematik an der Jagiellonen-Universität zu Krakau und schloss dieses 1964 mit der Promotion ab. Im Anschluss war er Wissenschaftlicher Mitarbeiter an der Jagiellonen-Universität und schloss dort auch 1972 seine Habilitation ab. Noch im gleichen Jahr wurde er mit dem Stefan-Banach-Preis der Polnischen Mathematischen Gesellschaft ausgezeichnet.
1980 wurde er zum Professor an den Lehrstuhl für Mathematik der Jagiellonen-Universität berufen und beschäftigte sich als solcher mit den Schwerpunkten Analysis, Partiellen sowie Gewöhnlichen Differentialgleichungen. Neben seiner Tätigkeit als Hochschullehrer war er zwischen 1981 und 1984 zunächst Direktor des Instituts für Mathematik und danach von 1984 bis 1987 Prorektor für Studien der Jagiellonen-Universität. Im Anschluss bekleidete er bis 1990 erneut das Amt des Direktors des Instituts für Mathematik.
Zwischen 1990 und 1993 war Pelczar dann schließlich Rektor der Jagiellonen-Universität zu Krakau.
Daneben war er Mitglied der Polnischen Mathematischen Gesellschaft (Polskie Towarzystwo Matematyczne) und deren Präsident von 1987 bis 1991. Außerdem war er zwischen 1997 und 2000 auch Vizepräsident der Europäischen Mathematischen Gesellschaft (European Mathematical Society) sowie Mitglied der Polska Akademia Umiejętności.
Für seine Verdienste wurde er 2002 zum Kommandeur des Ordens Polonia Restituta ernannt.

## Veröffentlichungen
- Andrzej Pelczar: Remarks on Some Orientor Equations, 1974[1]
- Zdzisław Denkowski/Andrzej Pelczar: Existence of Solutions of some Cauchy-Darboux Problems for Partial Differential-Functional Equations, 1977[2]
- Andrzej Pelczar: Some Qualitative Problems In The Theory Partial Differential Equations[3]
- Andrzej Pelczar: Remarks On Points Being Nonwandering In A Generalized Sense (in Dynamical Systems On Metric Spaces), 1996[4]